# Punta Rossa
La Punta Rossa, ou pic von Cube, est un sommet de Corse situé dans le massif du Monte Cinto et qui culmine à 2 247 m.
Il se situe sur les communes d'Asco et de Manso dans le département de la Haute-Corse. Dominant le cirque montagneux des Cascettoni, la Punta Rossa ferme la vallée d'Asco au sud-ouest.